# Johann Burckhardt von Wichmannshausen
Johann Burckhardt von Wichmannshausen, modernisiert auch Johann Burkhard von Wichmannshausen, (* 14. Oktober 1710 in Wittenberg; † 22. Juli 1771 in Zörnigall) war ein kurfürstlich-sächsischer wirklicher Kammerrat und Kreishauptmann im Kurkreis des Kurfürstentums Sachsen sowie Oberaufseher in der Grafschaft Barby.

## Leben
Er war der Sohn des Orientalisten Johann Christoph Wichmannshausen, der an der Universität Wittenberg lehrte, und der Enkel des gleichnamigen gräflich-stolberg-wernigerödischen Eisenfaktors in Ilsenburg (Harz). Seine Mutter war Anna Sophia, die Tochter des Universitätsprofessors Otto Mencke.
Nach Unterrichtung durch Privatlehrer wurde er von seinen Eltern 1724 auf die Schule nach Chemnitz geschickt. Er wechselte auf das Gymnasium nach Annaberg im Erzgebirge und nach Altenburg. Durch den Tod des Vaters wurde er von seinem Großvater nach Wittenberg zurückgeholt. Er studierte an der dortigen Universität und besuchte auch die Universität Leipzig. Ihm lagen die Wirtschaftswissenschaften am meisten. 
1746 wurde er Amtshauptmann und später, im Jahre 1764, Kreishauptmann in Wittenberg. Er war in dieser Funktion zuständig für den Kurkreis und gleichzeitig für die beiden Ämter Dahme und Jüterbog sowie für die Grafschaft Barby (dort als Oberaufseher) und Dobrilugk. 1769 nahm er dort in Vertretung des Kurfürsten die Erbhuldigung der sächsischen Untertanen entgegen.
Johann Burckhardt von Wichmannshausen wurde in Wittenberg begraben. Er hinterließ außer seiner noch lebenden verwitweten Gemahlin, eine Tochter und den Sohn Johann George Burckhardt (Burkhard) von Wichmannshausen.